# Adam Pulchrae Mulieris
Adam Pulchrae Mulieris est un philosophe médiéval auquel est attribué le Memoriale rerum difficilium (ou Liber de intelligentiis).
Parisien, Adam Pulchrae Mulieris a vécu à la même époque que Guillaume d'Auvergne. Il emprunte à Augustin l'idée que Dieu est lumière et à d'autres philosophes l'idée d'un écoulement de l'être et de la connaissance. L'être divin se diffuse ainsi telle une lumière, qui est aussi la vie.